# Strange Fruit
"Strange Fruit" é uma canção cuja versão mais famosa é a de Billie Holiday. Condenando o racismo americano, especialmente o linchamento de afro-americanos que ocorreu principalmente no Sul dos Estados Unidos mas também aconteceu em outras regiões do país. A versão de Holiday foi colocada na lista do Hall da Fama do Grammy em 1978. Também foi incluída na lista de canções do século da Recording Industry of America e da National Endowment for the Arts.

## Autoria
"Strange Fruit" foi composta como um poema, escrito por Abel Meeropol (um professor judeu de colégio do Bronx), sobre o linchamento de dois homens negros. Ele a publicou sob o pseudônimo de Lewis Allan. 
Meeropol e sua esposa adotaram, em 1957, Robert e Michael, filhos de Julius e Ethel Rosenberg, acusados e condenados por espionagem e executados pelo governo dos Estados Unidos.
Meeropol escreveu "Strange Fruit" para expressar seu horror com os linchamentos, possivelmente após ter visto a fotografia de Lawrence Beitler do linchamento de Thomas Shipp e Abram Smith em Marion, Indiana, ocorrido em 7 de agosto de 1930. Ele publicou o poema em 1936, em The New York Teacher, uma publicação sindical. Embora Meeropol/Allan tenha sido frequentemente convidado por outros (nomeadamente por Earl Robinson) para musicar seu poema, só após algum tempo ele musicou Strange Fruit. A canção teve algum sucesso como canção de protesto na região de Nova Iorque. Meeropol, sua esposa e a vocalista negra Laura Duncan apresentaram-na no Madison Square Garden. Barney Josephson, o fundador do Cafe Society em Greenwich Village, a primeira casa noturna integrada da cidade, ouviu a canção e a apresentou a Billie Holiday. Holiday cantou a música pela primeira vez no Cafe Society em 1939. Ela disse que cantá-la fazia-a ter medo de retaliações. Holiday mais tarde disse que as imagens de "Strange Fruit" lembravam-na de seu pai, isto fez com que ela continuasse a cantar a música. A canção tornou-se parte regular das apresentações ao vivo de Holiday.
Holiday se aproximou de sua gravadora, a Columbia Records, para gravar a canção. Mas a Columbia, temendo a repercussão das lojas de discos no sul, assim como a possível reação negativa de rádios afiliadas à CBS, recusou-se a gravar a canção. Mesmo o grande produtor da Columbia, John Hammond, recusou-se também. Decepcionada, ela procurou seu amigo Milt Gabler (tio do comediante Billy Crystal), cuja selo, a Commodore Records, gravava músicas de jazz alternativo. Holiday cantou para ele "Strange Fruit" a cappella e a canção comoveu Gabler ao ponto de fazê-lo chorar. Em 1939, Gabler fez um arranjo especial com a Vocalion Records para gravar e distribuir a canção e a Columbia permitiu a realização de uma sessão fora do contrato para poder gravar a música.
"Strange Fruit" foi altamente considerada. Na época, tornou-se o maior sucesso de vendas de Billie Holiday. Em sua autobiografia, Lady Sings the Blues, Holiday sugeriu que ela, junto com Lewis Allan, seu acompanhante Sonny White e o arranjador Danny Mendelsohn, musicaram o poema. Quando interrogada, Holiday - cuja autobiografia fora escrita pelo ghost-writer William Dufty - dizia, "Eu nunca li aquele livro".
| Inglês | Português (Brasil) |
| --- | --- |
| Strange Fruit Southern trees bear strange fruit, Blood on the leaves and blood at the root, Black body swinging in the Southern breeze, Strange fruit hanging from the poplar trees. Pastoral scene of the gallant South, The bulging eyes and the twisted mouth, Scent of magnolia sweet and fresh, Then the sudden smell of burning flesh! Here is fruit for the crows to pluck, For the rain to gather, for the wind to suck, For the sun to rot, for the trees to drop, Here is a strange and bitter crop. | Estranho Fruto As árvores do Sul estão carregadas com um estranho fruto, Sangue nas folhas e sangue na raiz, Um corpo negro balançando na brisa sulista Um estranho fruto pendurado nos álamos. Uma cena pastoral no galante Sul, Os olhos esbugalhados e a boca torcida, Perfume de magnólia doce e fresca, Então o repentino cheiro de carne queimada! Aqui está o fruto para os corvos arrancarem, Para a chuva recolher, para o vento sugar, Para o sol apodrecer, para as árvores fazer cair, Aqui está uma estranha e amarga colheita. |

## Impacto
Barney Josephson reconheceu o impacto da canção e insistiu para que Holiday encerrasse suas apresentações com ela. Quando a canção estava para começar, os garçons paravam de servir as mesas, todas as luzes se apagavam e um único foco de luz iluminava Holiday no palco. Durante a introdução musical, Holiday ficava com seus olhos fechados, como se evocando uma oração. Numerosos outros cantores também fizeram versões da canção. Em outubro de 1939, Samuel Grafton do The New York Post assim descreveu "Strange Fruit": "Se a ira dos explorados já foi além do suportável no Sul, agora há a sua Marseillaise."
Em dezembro de 1999, a revista Time deu a "Strange Fruit" o título de canção do Século. 
Em 2002, a Biblioteca do Congresso colocou a canção dentre as 50 que seriam adicionadas ao National Recording Registry.

## Versões
- AaRON;
- Abbey Lincoln;
- Ada Montellanico;
- Alabama 3;
- Alex Harvey;
- Amy Stewart;
- Antony and the Johnsons;
- Apostles;
- Archie shepp;
- Asakawa Maki;
- Basket of Death;
- Bernadette Seacrest;
- Big Floaty;
- Blue Spirit Blues;
- Carmen mcRae;
- Cassandra Wilson;
- Cath Coffey;
- Cocteau Twins;
- Colette Magny;
- Danja Mowph;
- Dee Dee Bridgewater;
- Diana Ross;
- Dianne Izzo;
- Ensilence;
- Gary Farr;
- The Gun Club;
- Gutter Twins;
- India Arie;
- James Carter;
- Jeff Buckley;
- Jimmy Scott;
- John Martyn;
- Josh White;
- Josh White Jr.;
- Karan Casey;
- Katey Sagal;
- killing Mood;
- Kimyo Na Kajitsu;
- Kynfolk;
- Lady Kim;
- Lester Bowie's Brass Fantasy;
- Liese Lange;
- Lou Rawls;
- Mal Waldron;
- Marcus Miller;
- Maria Schneider Jazz Orchestra;
- Mary Coughlan;
- Mark Lanegan e Greg Dulli;
- Mick Softley;
- Miki Howard;
- Mistress Lia & Roomx;
- Nina Simone;
- Noreaga;
- Nnenna Freelon;
- Ohene;
- Pastel Blues;
- Pete Rock (Feat. Tragedy Khadafi, Cappadonna & Sticky Fingaz);
- The Problemaddicts;
- The Pine Valley Cosmonauts;
- Rainer;
- Ran Blake;
- Ranee Lee;
- Rene Marie;
- Robert Wyatt;
- Rossana Casale;
- Russel Gunn;
- Ruth Jacott;
- Salvation;
- Science Fiction;
- Scienz of Life;
- Sidney Bechet;
- Silvain Quartet;
- Siouxsie & The Banshees;
- Snowman;
- Sounds Of Blackness;
- Starve;
- Sting & Gil Evans;
- Tcheky Karyo;
- Terence Blanchard;
- Tori Amos;
- Tricky;
- The Twilight Singers;
- This Bike Is a Pipe Bomb;
- UB40;
- Voetsek;
- Wynton Marsalis Quintet & Richard Galliano;
- Zomby;
- Rebecca Ferguson.